# Botanisk Have (Aarhus)
 Denne artikel bør gennemlæses af en person med fagkendskab for at sikre den faglige korrekthed.
      → Infoboksens oplysninger bør kontrolleres

 For alternative betydninger, se Botanisk Have. (Se også artikler, som begynder med Botanisk Have)
Botanisk Have (Tidl. Haven ved Vesterbro) i Aarhus er en park, og tidligere botanisk have, på Vesterbro i Aarhus Midtby. Der er et væksthuse i haven med planter fra alle klimazoner, inklusiv et tropehus, samt en café, butik, og flere mødelokaler. Haven fungerer som rekreativt område med fri adgang.
Botanisk Have ligger i umiddelbar tilknytning til Den Gamle By i Aarhus i området mellem Vestre Ringgade, Hjortensgade, Møllevejen, Mønsgade og Eugen Warmings vej. Haven er på cirka 21,5 hektar, hvoraf Den Gamle By udgør 5 hektar.

## Historie
Botanisk Have begyndte i 1873 da Aarhus by udlejede et areal til et nystiftet haveselskab, senere kendt som Det Jydske Haveselskab. Oprindeligt blev haven kaldt for Haven ved Vesterbro.
I 1948 blev der etableret en friluftsscene i havens vestlige hjørne, i form af en amfiscene. Her var der underholdning for børn gennem en årrække, hvor den i dag mest bruges til forskellige årlige arrangementer for interesserede grupper. I 2021 blev amfiscenen reetableret i et stort rennoveringsprojekt.
I 1970 blev der opført et væksthus, tegnet af C. F. Møller. Under en tiltrængt renovering i 2011-14, blev der tilføjet et ny tropehus, og det gamle tropehus blev omdannet til café, butik, og mødelokaler. C. F. Møller Architects stod for renoveringsprojektet.
I 2007, blev første etape af en udvidelse af Den Gamle By sat i gang; et stort bygge- og anlægsarbejde i flere etapper, som først var færdigt i 2023. Også dette projekt beslaglage et større areal af Botanisk Have, selvom væsentlige dele af udvidelsen foregik under jorden.

### Fredning
Botanisk Have blev, efter forslag fra Danmarks Naturfredningsforening i 2014 fredet i 2015, men kommunen ankede afgørelsen, da rådmand for Teknik og Miljø i Aarhus Kommune, Kristian Würtz (S) mente at fredningen ville spænde ben for kommunens handlemuligheder. I november 2017 stadfæstede Miljø- og Fødevareklagenævnet fredningen af Botanisk Have. I 2019 godkendte fredningsnævnet dog opførelsen af en 3000 m2 stor lege- og aktivitetsplads i parken. Legepladsen blev indviet i september samme år.
Fredningen omfatter ikke det konkrete indhold i Botanisk Have, kun selve arealet og samme høje biodiversitet. Området har i dag kun status som park, og de botaniske elementer vedligeholdes ikke.

## Havens indhold
Der er flere sektioner i den botaniske have, hver med deres særpræg og plantetyper:
- Blomsterdalen (med undersektionerne Rosenhaven, Sirgræsser, liljer og skyggetålende planter, og Danske plantesamfund)
- Temahaven
- Slyngplanter
- Væksthusene
- Stenbedene
- Rhododendron og surbundsplanter
- Arboretet (den største del af haven, med træer fra tempererede egne og store græsplæner)
- Bøgeskoven

Hertil en række faciliteter:
- Poppelpladsen (parkeringsplads omkranset af store popler)
- Amfiscenen (inklusiv toiletbygning)
- Legepladser (en lille småbørns-legeplads og en stor til alle aldre)

I 2014 blev de nyrenoverede væksthuse med et nybygget tropisk hus indviet og åbnet. Væksthusene i Aarhus Botanisk Have ejes af Aarhus Universitet og administreres af Steno Museet.
Både væksthusene og den udendørs have, er i dag omlagt til formidling og rekreative formål og har ikke længere nogen forskningsmæssig betydning.
Som led i budgetforhandlingerne for 2012 besluttede byrådet at nedlægge tre plejekrævende bede i Botanisk Have, heriblandt de mange rosenbede i Blomsterdalen. På baggrund af dette dannede en gruppe af frivillige borgere Botanisk Haves Venner, en gruppe som meget gerne vil bevare bedene og i dag passer dem uden aflønning.

## Galleri
| - Arboretet med træer fra den tempererede klimazone. - Vue mod indre by. - Der er flere statuer og buster i Botanisk Have; her statue af St. St Blicher. - Der er tre små søer i Botanisk Have, forbundet af Hesselbækken. - Botanisk Have Aarhus, 2019. - Blomsterdalen, rosenbedene - Blomsterdalen, biotopbede af danske plantesamfund - Væksthusene - Tuesbøl Mølle - Stenbedene - Picnic i parken - Amfiscenen |